# Woodbinesuchus
Woodbinesuchus (nombre que significa "cocodrilo de la Formación Woodbine") es un género de mesoeucrocodiliano goniofolídido. Sus fósiles se han recuperado de estratos de edad del Cenomaniense (Cretácico Superior) en la formación Woodbine de Texas. Los fósiles de crocodiliformes son comunes en esta formación. El holotipo de Woodbinesuchus, SMU 74626, proviene de cerca de la base de la formación en Tarrant County. Fue hallado por J. Byers y J. Maurice en mayo de 1990. El espécimen incluye la mandíbula inferior y una variedad de elementos postcraneales, como vértebras, huesos de las extremidades, la cintura escapular y huesos de la pelvis, además de osteodermos. La mandíbula inferior era alargada y delgada, con las dos mitades unidas desde la punta hasta el diente decimosexto, y carecía de fenestra mandibular.  Yuong–Nam Lee nombró a Woodbinesuchus en 1997, nombrando la especie tipo W. byersmauricei para honrar a sus descubridores. Él tentativamente asignó a Woodbinesuchus a la familia Goniopholidae.